# Herpetogramma nigricornalis
Herpetogramma nigricornalis là một loài bướm đêm trong họ Crambidae.